# ブルーノ・ハイネマン (駆逐艦)
Z8 ブルーノ・ハイネマン (Z8 Bruno Heinemann) はドイツ海軍の駆逐艦。1934A型。

## 艦歴
1936年1月14日起工。同年9月15日進水。1938年1月8日就役。
第二次世界大戦開戦初期はバルト海で行動。それから、イギリス沿岸への機雷敷設などに従事した。1940年4月のノルウェー侵攻作戦では、トロンハイムの攻略に当たった。
1940年4月28日から駆逐艦「リヒャルト・バイツェン」や敷設艦と共に、スカゲラク海峡で機雷敷設を行う。5月から改装に入る。
1941年4月、フランスへ進出。4月、「ブルーノ・ハイネマン」と駆逐艦「フリードリッヒ・イーン」、「エーリッヒ・シュタインブリンク」の3隻は、通商破壊を終え帰還する仮装巡洋艦「トール」を護衛する。この3隻の駆逐艦は、6月1日にはライン演習作戦で出撃していた重巡洋艦「プリンツ・オイゲン」をブレストまで護衛した。8月、通商破壊戦から帰還する仮装巡洋艦「オリオン」を、駆逐艦「エーリッヒ・シュタインブリンク」、「Z23」、「Z24」と共に護衛する。9月、ドイツに戻る。
1942年1月、ドイツからノルウェーのトロンハイムへ移動する戦艦「ティルピッツ」を護衛する。1月25日、ケルベロス作戦参加のため移動中に「ブルーノ・ハイネマン」はカレー沖で触雷し沈没した。